# 小行星7019
小行星7019（英語：7019 Tagayuichan）是一颗围绕太阳公转的小行星。1992年3月8日，杉江淳在Dynic发现了此天体。
这颗小行星的绝对星等为26.54241等。